# Dissen-Striesow
Dissen-Striesow est une commune allemande de l'arrondissement de Spree-Neisse, Land de Brandebourg.

## Géographie
Dissen-Striesow se situe dans la Basse-Lusace, dans la zone de peuplement traditionnelle des Sorabes. À Dissen en 1995 encore 28,9% de la population parlent le sorabe.
La commune comprend les quartiers de Dissen et Striesow.
| Schmogrow-Fehrow | Schmogrow-Fehrow | Drachhausen |
| Briesen          | Dissen-Striesow  | Cottbus     |
| Cottbus          | Cottbus          | Cottbus     |

## Histoire
Dissen est mentionné pour la première fois en 1449 et Striesow en 1464 sous le nom de Straza.
Dissen und Striesow fusionnent volontairement le 31 décembre 2001.

## Personnalités liées à la commune
- Bogumił Šwjela (1873-1948), pasteur et linguiste sorabe.
- Trixi Worrack (née en 1981), coureuse cycliste

## Musée
Intéressant musée avec collections sorabes.

## Source
- (de) Cet article est partiellement ou en totalité issu de l’article de Wikipédia en allemand intitulé « Dissen-Striesow » (voir la liste des auteurs).